# Thelma Biral
Thelma Biral (Buenos Aires, 17 de diciembre de 1941) es una actriz argentina de teatro y televisión que ha incursionado también en cine.

## Biografía
Hija de los inmigrantes italianos Otello Biral y Sira Danda, nació en una Sociedad de beneficencia en Argentina y a los 3 años la familia se radicó en Uruguay, donde se educó y formó como actriz.
Realizó sus estudios primarios en el Colegio Santa Clara y en el Colegio Países Bajos N.º 26, y sus estudios secundarios en el Liceo italiano. Estudió en la Escuela de Arte Dramático, donde fue alumna de Margarita Xirgu y Orestes Caviglia y declamación, con Nela Calo, desempeñándose como profesora de lectura expresiva y recitado.

## Teatro
Inició su carrera teatral en Montevideo en Mademoiselle dirigida por Carlos Muñoz por la que fue elegida Revelación del año e incorporada a la Comedia Nacional de Uruguay. Le siguen actuaciones en Canillita de Florencio Sánchez, La importancia de llamarse Ernesto de Oscar Wilde dirigida por China Zorrilla y Un día de octubre de George Kaiser.
Regresó a la Argentina en 1963 para representar con María Casares y Alfredo Alcón la obra Yerma, de Federico García Lorca.
Entre sus más destacadas actuaciones teatrales protagonizó obras como Discepoliana, en el Teatro Astral, Coqueluche, La idiota de Marcel Achard, Doña Rosita, la soltera de Federico García Lorca, Las presidentas, Tango perdido, Tiempo de otoño, con dirección de Rosa Calentano, Reconocernos, con Duilio Marzio en el Teatro Buenos Aires, El año que viene, a la misma hora, estrenada en el Teatro Liceo en 1977, Divas, con María Valenzuela en Mar del Plata y El camino a La Meca junto a China Zorrilla en Buenos Aires y en Montevideo, pieza que había hecho anteriormente con Estela Medina y Antonio Larreta o Hay que deshacer la casa (1989), junto a Charo López.
Sobre los escenarios fue dirigida por China Zorrilla, Alfonso Paso y Luis Brandoni en múltiples ocasiones. A su vez, junto a Nora Cárpena, Graciela Dufau, Susana Campos y Moria Casán protagoniza Brujas, dirigida por Luis Agustoni durante los periodos 1991-1997, 2000-2001, 2010-2011 y 2021-2024.

## Televisión
En la televisión argentina en 1969–1971 fue una de las recordadas protagonistas del teleatro El amor tiene cara de mujer de Nené Cascallar con Iris Láinez, Bárbara Mujica y Delfy de Ortega, que se mantuvo con alto índice de audiencia hasta 1971.
En 1964 debutó en el teleteatro Los hermanos y luego participó de varios ciclos televisivos como Cuatro hombres para Eva, con Rodolfo Bebán, Jorge Barreiro, Eduardo Rudy. y José María Langlais. En 1966  debutó en la televisión por la familia bianchi como una de las protagonistas con Duilio Marzio, Delfy De Ortega, Osvaldo Cattone, Carlos Luzietti, Atilio Pozzobon y Marcela López Rey por canal 11. Mujeres en presidio, por Canal 9.
En 1974, retorna a la TV luego de 2 años de ausencia protagonizando Dos a quererse, de Alberto Migré junto a Claudio García Satur, Antonio Grimau y Fernanda Mistral, convirtiéndose en un boom televisivo. El teleteatro se emitía los martes a las 22 por Canal 13.
Luego de un largo paréntesis en cine y TV a lo largo de la década de 1980 (durante los 80 actuó en El sexo opuesto con Satur y Bebán, pero el unitario no tuvo demasiado éxito). Regresó al medio televisivo en 1994 con Vanesa, uno de los personajes de la tercera versión de El amor tiene cara de mujer, con diferente elenco y auspiciada por la empresa Artear. Acompañó a Sabina Olmos en Sinfonía pastoral y "Otra vuelta de tuerca", y a Eva Franco en La soberbia, de Rodolfo Ledo.
En 1998 reconquistó popularidad con Chiquititas, de Cris Morena, que es muy recordado incluso hasta la actualidad. Tuvo una gran taquilla y lanzó a la fama mediante Telefé a muchos niños que luego, se consagraron y muchos se volvieron a reunir en Casi ángeles, que a su vez fue llevado al teatro.
Durante la década del 2000` se la pudo apreciar en 22, el loco interpretando a Alicia, en Se dice amor como Dolores Pueyrredón y en Herencia de amor (2008).
En el 2009 y parte del 2010 compuso a Elisa Sosa en la exitosa Valientes, un ciclo producido por Adrián Suar y protagonizado por Luciano Castro, Julieta Díaz, Mariano Martínez, Gonzalo Heredia, Eleonora Wexler, Marcela Klosterboer, Betiana Blum y Arnaldo André en Canal 13, que llegó a tener 35 puntos de índice de audiencia y estuvo en teatro en La feliz, con los galanes de la serie Mariano Martínez, Luciano Castro y Gonzalo Heredia.

## Cine

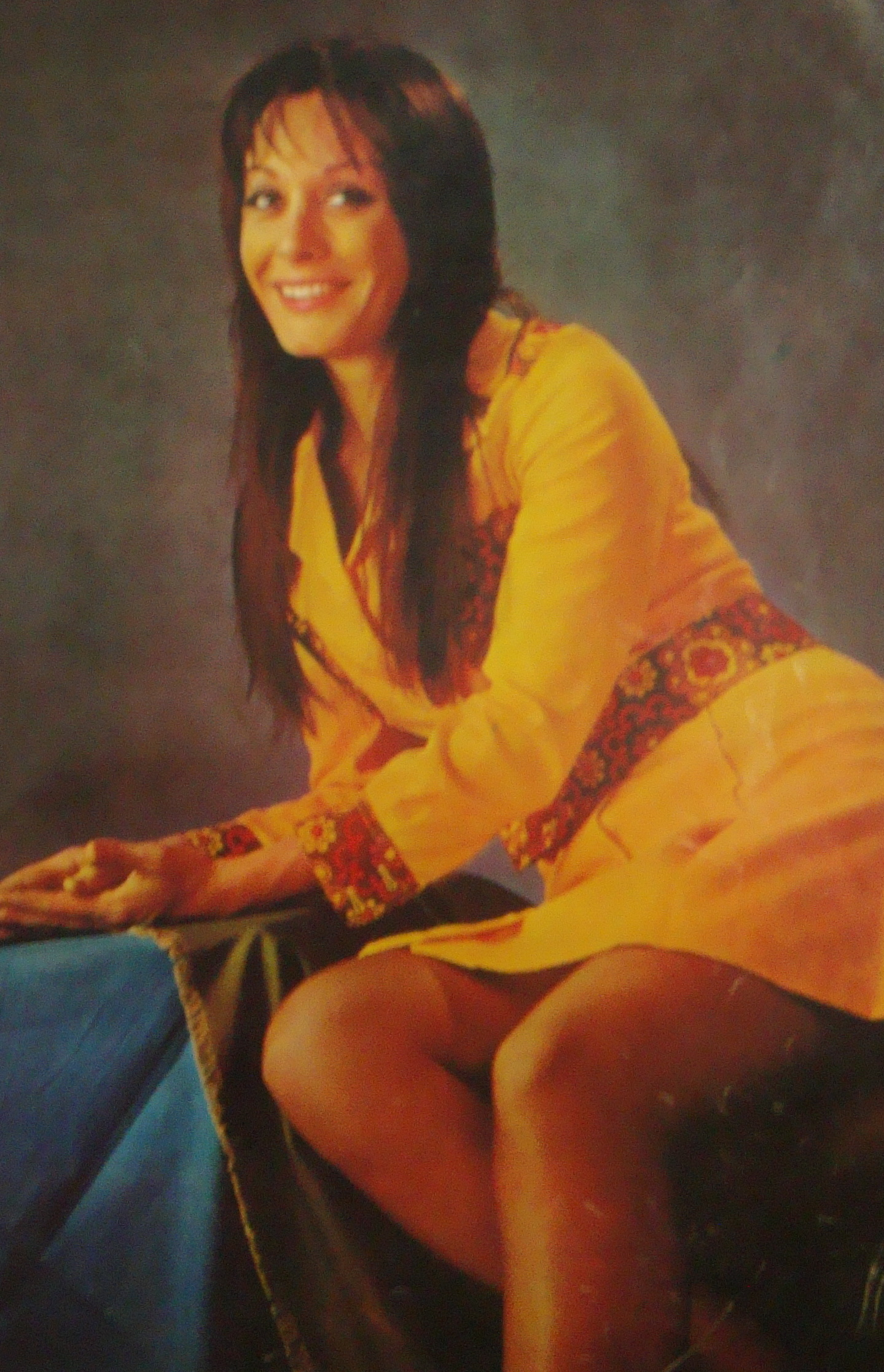
Biral en 1972

En 1967 inició su carrera cinematográfica en Villa Cariño, de Julio Saraceni, con Juan Carlos Altavista y Nelly Beltrán y en 1971 se consagró con Argentino hasta la muerte, un film dirigido por Fernando Ayala, con buenas críticas, y por el que ganó un premio en el Festival Internacional de Cine de Panamá.
Fue dirigida por Leopoldo Torre Nilsson en La maffia y Los siete locos, encarnando a Ada y a Elsa por las que fue considerada Mejor Actriz de 1972 y 1973 y obtuvo una distinción en el Festival Internacional de Cine de Karlovy Vary por su labor en Desde el abismo, de 1980. Sus personajes más distintivos fueron Mariné (Dos a quererse), Delfina (Los viernes de la eternidad), entre muchos otros.
A finales de los 90" realizó su última intervención cinematográfica en El juguete rabioso, de Javier Torre con Lito Cruz.

## Premios
Recibió premios como: Diploma al Mérito Konex 1981, el Prensario 1982 como Mejor Actriz de Cine, el Sello de Oro, Estrella de Mar, el Podestá, dos premios ACE, un Trinidad Guevara, el María Guerrero y el premio Florencio Sánchez a la Mejor Actriz Protagónica. Además, dos Martín Fierro consecutivos, dos premios de ACC como Mejor Actriz Dramática, fue galardonada en el Festival Internacional de Karlovy Vary y distinguida por la Cámara de Diputados. En el 2018 se le entregó un Premio Cóndor de Plata como homenaje a su trayectoria.

## Premios y nominaciones de TV
| Año  | Premio               | Categoría                     | Programa                   | Resultado |
| ---- | -------------------- | ----------------------------- | -------------------------- | --------- |
| 2009 | Premio Martín Fierro | Actriz de reparto en Drama    | Herencia de amor Valientes | Nominada  |
| 2007 | Premio Martín Fierro | Actriz de reparto en Drama    | La ley del amor            | Nominada  |
| 2006 | Premio Martín Fierro | Actriz de reparto en Drama    | Se dice amor               | Ganadora  |
| 2001 | Premio Martín Fierro | Actriz de reparto             | 22, el loco                | Nominada  |
| 1989 | Premio Martín Fierro | Actriz protagonista Dramática |                            | Nominada  |
| 1988 | Premio Martín Fierro | Actriz protagonista Dramática | Nominada                   |           |
| 1971 | Premio Martín Fierro | Actriz protagonista Dramática | Ganadora                   |           |
| 1970 | Premio Martín Fierro | Actriz protagonista Dramática | Ganadora                   |           |

## Vida personal
Estuvo casada con el actor y productor uruguayo Oscar Pedemonti (1926-2004) padre de sus hijos: Bruno (*1972) y Sebastián (*1977).

## Filmografía selecta
- El juguete rabioso (1998)
- Plaza de almas (1997)

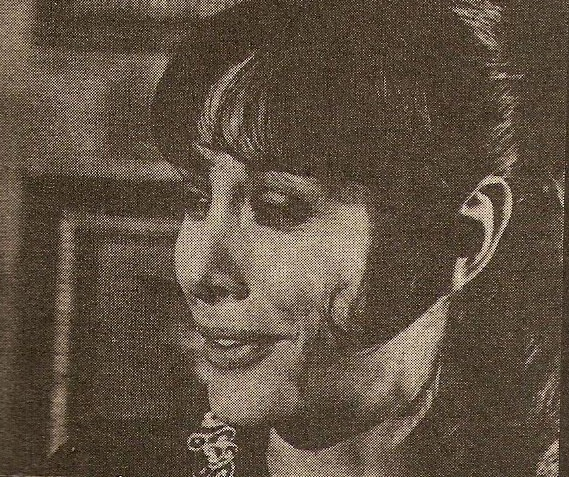
Thelma Biral.

- Los viernes de la eternidad (1981)
- Desde el abismo (1980)
- El muerto (1975)
- Triángulo de cuatro (1975)
- Los siete locos (1973)
- La maffia (1972)
- Argentino hasta la muerte (1971)
- Humo de marihuana (1968)
- Villa Cariño (1967)